# La vida en el espejo
La vida en el espejo es una telenovela mexicana producida por Argos Televisión para TV Azteca, entre 1999 y 2000. La historia es la contraparte masculina de la telenovela Mirada de mujer, que a su vez está basada en la historia colombiana Señora Isabel, ambas escritas por Bernardo Romero Pereiro. Se estrenó por Azteca Trece el 28 de junio de 1999 en sustitución de El amor de mi vida, y finalizó el 26 de enero de 2000 siendo reemplazado por Todo por amor.
Esta protagonizada por Gonzalo Vega y Sasha Sokol, junto con Rebecca Jones y Francisco de la O en los roles antagónicos, acompañados por Héctor Bonilla, Álvaro Guerrero, José María Yazpik, Flor Edwarda Gurrola, Diego Luna, Ana Serradilla, Montserrat Ontiveros, Luis Rábago, Jorge Lavat y Judy Henríquez.

## Trama
Santiago e Isabel han estado casados por 25 años, él se encarga de cuidar a sus tres hijos, mientras que ella es una mujer profesional y exitosa. En el trabajo, Isabel conoce a Eduardo, un apuesto joven con el cual vivirá una apasionante historia. Julio, amigo íntimo de la familia le contará todo a Santiago, quien intenta mejorar la situación, pero cuando el matrimonio está perdido ambos deciden divorciarse. 
Gabriela, una joven locutora de radio, conoce a Santiago y encuentra en él toda la madurez que no había encontrado en los jóvenes de su edad. Santiago ve en Gabriela la posibilidad de reiniciar un nuevo amor. Mientras Isabel tiene su aventura se arrepiente, ya que tiene un alma noble pero se casó muy joven y con un hombre mayor que ella, creyendo que el amor duraría toda la vida, intenta dejar a Eduardo pero él se vuelve loco por ella e intenta matarla.
Al final se esperará saber con quien se queda Santiago, si con Gabriela, la mujer que lo enamoró por su nobleza, o con Isabel, la madre de sus hijos y con la que estuvo casado.

## Reparto

### Principales
- Gonzalo Vega como Santiago Román Barcelata
- Rebecca Jones como Isabel Franco de Román
- Sasha Sokol como Gabriela Muñoz
- Héctor Bonilla como Julio M. Escandón
- Judy Henríquez como Cayetana Román
- Jorge Lavat como Don Omar
- Álvaro Guerrero como Ernesto Giraldo
- José María Yazpik como Mauricio Román Franco
- Diego Luna como Eugenio Román Franco
- Flor Edwarda Gurrola como Diana Román Franco
- Monserrat Ontiveros como Paola Palmer de Giraldo
- Luis Rábago como Álvaro Román
- Francisco de la O como Eduardo Olguín
- Fernando Rubio como Rafael
- Alejandra Morales como Helena Gutiérrez
- Teresa Tuccio como Irene Mejía
- Griselda Contreras como Laura Vallejo
- Iván Bronstein como Jesús Islas
- Javier Ríos
- Manuel Blejerman como Jim
- Ana Serradilla como Paula Giraldo Palmer

### Recurrentes e invitados especiales
- Jessica Chabero
- Ana La Salvia como Laura
- Carlos Coss
- Mónica Estrada
- Eduardo Hidalgo
- Marcela Morales
- Eduardo Salas
- Martha Tenorio como Pancha Caridad Rodríguez
- Sergio Bonilla como Julio Escandón Jr.
- José González Márquez como Gustavo
- Eduardo Venegas como Salvador
- Gabriela Roel como Raquel Carmona
- Rakel Adriana

## Premios y nominaciones

### Premios TVyNovelas 2000
| Categoría               | Persona        | Resultado |
| ----------------------- | -------------- | --------- |
| Mejor actor protagónico | Gonzalo Vega   | Nominado  |
| Mejor actor de reparto  | Héctor Bonilla | Ganador   |